# Oliveira de Azeméis, Santiago de Riba-Ul, Ul, Macinhata da Seixa e Madail

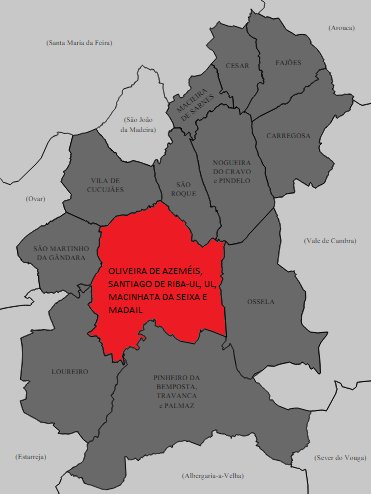
União de freguesias de Oliveira de Azeméis, Santiago de Riba-Ul, Ul, Macinhata da Seixa e Madail

Oliveira de Azeméis, Santiago de Riba-Ul, Ul, Macinhata da Seixa e Madail (oficialmente: União das Freguesias de Oliveira de Azeméis, Santiago de Riba-Ul, Ul, Macinhata da Seixa e Madail) é uma freguesia portuguesa do município de Oliveira de Azeméis, com 25,94 km² de área e 20 665 habitantes (censo de 2021). A sua densidade populacional é 796,6 hab./km².

## Geografia
Confronta a norte com as freguesias de Cucujães, São Roque e Nogueira do Cravo e Pindelo, a este com a freguesia de Ossela, a sul com a freguesia de Pinheiro da Bemposta, Travanca e Palmaz e a oeste pelas freguesias de Loureiro e São Martinho da Gândara.

## História
Foi constituída em 2013, no âmbito de uma reforma administrativa nacional, pela agregação das antigas freguesias de Oliveira de Azeméis, Santiago de Riba-Ul, Ul, Macinhata da Seixa e Madail.

## Demografia
A população registada nos censos foi:
| Distribuição da População por Grupos Etários | Distribuição da População por Grupos Etários | Distribuição da População por Grupos Etários | Distribuição da População por Grupos Etários | Distribuição da População por Grupos Etários | Distribuição da População por Grupos Etários |
| -------------------------------------------- | -------------------------------------------- | -------------------------------------------- | -------------------------------------------- | -------------------------------------------- | -------------------------------------------- |
| Antes da agregação                           |                                              |                                              |                                              |                                              |                                              |
| Ano                                          | 0-14 anos                                    | 15-24 anos                                   | 25-64 anos                                   | >= 65 anos                                   | Total                                        |
| 2001                                         | 3510                                         | 2976                                         | 11181                                        | 2789                                         | 20456                                        |
| 2011                                         | 2963                                         | 2398                                         | 11882                                        | 3517                                         | 20760                                        |
| Após a agregação                             |                                              |                                              |                                              |                                              |                                              |
| Ano                                          | 0-14 anos                                    | 15-24 anos                                   | 25-64 anos                                   | >= 65 anos                                   | Total                                        |
| 2021                                         | 2500                                         | 2173                                         | 11415                                        | 4577                                         | 20665                                        |